# Browningia amstutziae
Browningia amstutziae ist eine Pflanzenart aus der Gattung Browningia in der Familie der Kakteengewächse (Cactaceae). Das Artepitheton amstutziae ehrt die Botanikerin Erika Amstutz, die einige Jahre in Oroya, Peru tätig war und die die Art entdeckt hat.

## Beschreibung
Browningia amstutziae wächst baumförmig und erreicht Wuchshöhen von bis 5 Metern. Es wird ein 1 bis 2 Meter hoher Stamm ausgebildet, der Durchmesser von bis zu 40 Zentimetern aufweist. Die Krone ist locker und reich verzweigt. Die gräulichen bis schmutzig grünen Triebe weisen Durchmesser von bis zu 10 Zentimeter auf. Es sind etwa 11 Rippen vorhanden. Die darauf befindlichen braunen Areolen stehen eng beieinander. Die bis zu 15 brüchigen, braunen Dornen sind borstig. Sie vergrauen im Alter oder werden schwarz. Die sechs Mitteldornen lassen sich nur schwer von den Randdornen unterscheiden. Sie sind abwärts gerichtet und bis zu 4,5 Zentimeter lang. Die acht bis zehn biegbaren Randdornen werden bis zu 1 Zentimeter lang.
Die sich weit öffnenden Blüten sind cremefarben bis weiß. Sie besitzen eine Länge von bis zu 4,5 Zentimetern und weisen ebensolche Durchmesser auf.

## Verbreitung, Systematik und Gefährdung
Browningia amstutziae ist in den peruanischen Regionen Pasco und Junín in feuchten Wolken- und Nebelwäldern an steilen Felsen in tiefen Lagen verbreitet.
Die Erstbeschreibung als Gymnocereus amstutziae erfolgte 1958 durch Werner Rauh und Curt Backeberg. Franz Buxbaum stellte die Art 1965 in die Gattung Browningia. Ein nomenklatorisches Synonym ist Gymnanthocereus amstutziae (Rauh & Backeb.) Guiggi (2014).
In der Roten Liste gefährdeter Arten der IUCN wird die Art als „Data Deficient (DD)“, d. h. mit keinen ausreichenden Daten geführt.

## Nachweise